# گوسمان پریرا
گوسمان پریرا (انگلیسی: Guzmán Pereira؛ زادهٔ ۱۶ مهٔ ۱۹۹۱) بازیکن فوتبال اهل اروگوئه است.
از باشگاه‌هایی که در آن بازی کرده‌است می‌توان به باشگاه فوتبال اونیورسیداد شیلی و باشگاه فوتبال مونته‌ویدئو واندررز اشاره کرد.
وی همچنین در تیم‌های ملی فوتبال زیر ۲۰ سال اروگوئه و اروگوئه بازی کرده‌است.